# Шеренков, Михаил Анатольевич
Михаил Анатольевич Шеренков (9 октября 1971) — советский и киргизский футболист, защитник. Впоследствии сотрудник МВД Кыргызстана, полковник.

## Биография
Воспитанник фрунзенского РУОР. Весной 1991 года принимал участие в единственном розыгрыше чемпионата СССР по мини-футболу в составе фрунзенского «Инструментальщика».
В большом футболе дебютировал 2 мая 1991 года в составе ошского «Алая» в матче второй низшей лиги СССР против «Актюбинца», заменив на 40-й минуте Николая Кузнецова, этот матч остался для него единственным в советских первенствах. После распада СССР играл в высшей лиге Кыргызстана за бишкекские клубы «Инструментальщик», «Шумкар», «Динамо», «СК Свердловского РОВД». Всего сыграл 109 матчей и забил 4 гола в высшей лиге. В составе «Динамо» стал финалистом Кубка Кыргызстана 1995 года, принимал участие в финальном матче против «Семетея».
Выступал за молодёжную сборную Кыргызстана.
После получения профильного образования начал служить офицером в органах МВД Кыргызстана. Дослужился до полковника, был заместителем командира СОБР. Принимал участие в Баткенских событиях (1999) и в подавлении беспорядков в Оше (2010).
Принимал участие в ведомственных соревнованиях по мини-футболу, признавался лучшим защитником соревнований.